# العلاقات الليبية المالية
العلاقات الليبية المالية هي العلاقات الثنائية التي تجمع بين ليبيا ومالي.

## مقارنة بين البلدين
هذه مقارنة عامة ومرجعية للدولتين:
| وجه المقارنة                                              | ليبيا                                       | مالي            |
| --------------------------------------------------------- | ------------------------------------------- | --------------- |
| المساحة (كم2)                                             | 1.76 مليون                                  | 1.24 مليون      |
| عدد السكان (نسمة)                                         | 6.37 مليون                                  | 18.54 مليون     |
| الكثافة السكانية (ن./كم²)                                 | 3.62                                        | 14.95           |
| العاصمة                                                   | طرابلس                                      | باماكو          |
| اللغة الرسمية                                             | اللغة العربية، اللغة العربية الفصحى الحديثة | لغة فرنسية      |
| العملة                                                    | دينار ليبي                                  | فرنك غرب أفريقي |
| الناتج المحلي الإجمالي (بليون دولار)                      | 50.98 مليار                                 | 15.29 مليار     |
| الناتج المحلي الإجمالي (تعادل القوة الشرائية) بليون دولار | 69.32 مليار                                 | 35.69 مليار     |
| الناتج المحلي الإجمالي الاسمي للفرد دولار أمريكي          |                                             | 724             |
| الناتج المحلي الإجمالي للفرد دولار أمريكي                 | 15.60 ألف                                   | 1.60 ألف        |
| مؤشر التنمية البشرية                                      | 0.724                                       | 0.419           |
| رمز المكالمات الدولي                                      | +218                                        | +223            |
| رمز الإنترنت                                              | .ly                                         | .ml             |
| المنطقة الزمنية                                           | ت ع م+02:00، توقيت شرق أوروبا               | 00              |

## منظمات دولية مشتركة
يشترك البلدان في عضوية مجموعة من المنظمات الدولية، منها:
| علم المنظمة | اسم المنظمة                        | تاريخ انضمام ليبيا | تاريخ انضمام مالي |
| ----------- | ---------------------------------- | ------------------ | ----------------- |
|             | البنك الإفريقي للتنمية             | ?                  | ?                 |
|             | البنك الدولي للإنشاء والتعمير      | 17 سبتمبر 1958     | 27 سبتمبر 1963    |
|             | منظمة التعاون الإسلامي             | ?                  | ?                 |
|             | منظمة حظر الأسلحة الكيميائية       | ?                  | ?                 |
|             | الأمم المتحدة                      | 14 ديسمبر 1955     | 28 سبتمبر 1960    |
|             | الاتحاد الأفريقي                   | ?                  | ?                 |
|             | وكالة ضمان الاستثمار متعدد الأطراف | 5 أبريل 1993       | 22 أكتوبر 1992    |
|             | منظمة الشرطة الجنائية الدولية      | ?                  | ?                 |
|             | مؤسسة التنمية الدولية              | 1 أغسطس 1961       | 27 سبتمبر 1963    |
|             | يونسكو                             | 27 يونيو 1953      | 7 نوفمبر 1960     |
|             | مؤسسة التمويل الدولية              | 18 سبتمبر 1958     | 9 مايو 1978       |
|             | الاتحاد البريدي العالمي            | ?                  | ?                 |
|             | الاتحاد الدولي للاتصالات           | 3 فبراير 1953      | 21 أكتوبر 1960    |

## وصلات خارجية
- موقع وزارة الخارجية الليبية